# Jan Nolten
Jan Nolten (né le 20 janvier 1930 à Sittard et mort le 13 juillet 2014 à Sittard-Geleen) est un ancien coureur cycliste néerlandais. Professionnel de 1952 à 1959, il a été vainqueur d'étapes sur le Tour de France et le Tour d'Italie.

## Palmarès
- 1949
  - Liège-Marche-Liège
- 1950
  - 3e du Tour du Limbourg
- 1952
  - 8e étape de la Route de France
  - 12e étape du Tour de France
- 1953
  - 8e étape du Tour de France
- 1955
  - 10e du Tour de Suisse
- 1956
  - 5eb étape du Tour d'Italie (contre-la-montre)

## Résultats sur les grands tours

### Tour de France
5 participations
- 1952 : 15e, vainqueur de la 12e étape
- 1953 : 19e, vainqueur de la 8e étape
- 1954 : 14e
- 1955 : 21e
- 1956 : 28e

### Tour d'Italie
3 participations
- 1954 : abandon
- 1956 : abandon, vainqueur de la 5eb étape (contre-la-montre)
- 1957 : 34e

### Tour d'Espagne
1 participation
- 1955 : abandon (10e étape)